# 紀元前482年
紀元前482年（きげんぜん482ねん）は、ローマ暦の年である。
当時は、「ウィブラヌスとユッルスが共和政ローマ執政官に就任した年」として知られていた（もしくは、それほど使われてはいないが、ローマ建国紀元271年）。紀年法として西暦（キリスト紀元）がヨーロッパで広く普及した中世時代初期以降、この年は紀元前482年と表記されるのが一般的となった。

## 他の紀年法
- 干支 : 己未
- 日本
  - 皇紀179年
  - 懿徳天皇29年
- 中国
  - 周 - 敬王38年
  - 魯 - 哀公13年
  - 斉 - 簡公3年
  - 晋 - 定公30年
  - 秦 - 悼公9年
  - 楚 - 恵王7年
  - 宋 - 景公35年
  - 衛 - 出公11年
  - 陳 - 湣公20年
  - 蔡 - 成侯9年
  - 鄭 - 声公19年
  - 燕 - 孝公11年
  - 呉 - 夫差14年
- 朝鮮
  - 檀紀1852年
- ベトナム :
- 仏滅紀元 : 63年
- ユダヤ暦 : 3279年 - 3280年

## できごと

### ギリシア
- アテナイのアルコンであるテミストクレスは、敵を陶片追放し、アテナイの政治のリーダーとなった。アテナイの軍人で政治家のアリステイデスは、テミストクレスの海洋政策に反対していたため、追放された1人となった。

### 中国
- 鄭の罕達が宋軍を嵒で撃破した。
- 晋の定公と呉王夫差が黄池で会盟した。
- 越の勾践が呉に攻め入り、呉軍を大いに破った。